# Al-Fadl ibn Sahl ibn Zadhanfarukh
Al-Fadl ibn Sahl ibn Zadhanfarukh (mort el 818) fou un visir abbàssida al servei d'Al-Mamun.
Fou un antic servidor dels barmàquides fill d'un persa de religió zoroàstrica que s'havia convertit a l'islam vers el 806. Al-Fadl, després de caure en desgràcia els barmàquides (803), va seguir al servei d'Al-Mamun. Mort Harun ar-Raixid (809) les seves disposicions successòries van portar a la guerra civil als seus fills Al-Mamun i Al-Amín i al-Fadl va servir al primer. El 812, des que després de la primera gran victòria, Al-Mamun fou proclamat califa, al-Fadl fou nomenat visir dels territoris sota control i va rebre el títol de Dhu l-riasatayn (L'home dels dos comandaments). Va organitzar expedicions cap al Afganistan on va obtenir la conversió a l'islam del rei de Kabul (814/815). Sembla que va aconsellar al califa prendre el títol d'iman però va quedar al marge de la designació com a successor de l'alida Alí ar-Ridà que va provocar una sedició a l'Iraq (816/817). Al-Mamun va decidir retornar a Bagdad (818) i en el curs del viatge al-Fadl fou assassinat a Sarakhs el febrer d'aquell any. Els rumors deien que el mateix califa havia instigat l'assassinat. Mort al-Fadl el califa va nomenar visir al seu germà Hasan ibn Sahl ibn Zadhanfarukh.